# Nois de la via Panisperna

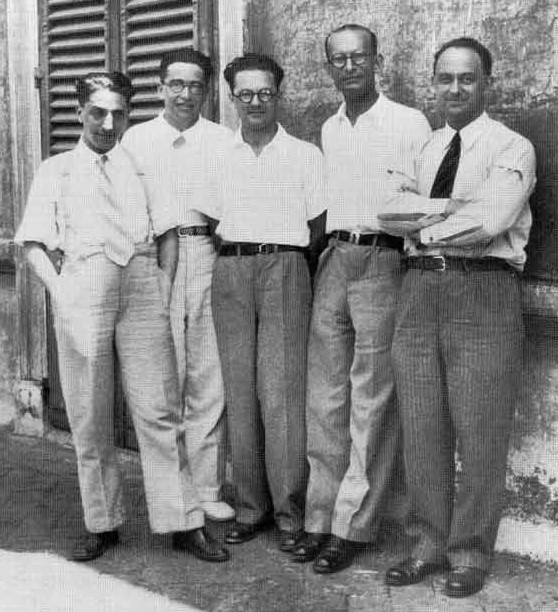
Des de l'esquerra: Oscar D'Agostino, Emilio Segrè, Edoardo Amaldi, Franco Rasetti i Enrico Fermi (foto feta per Bruno Pontecorvo)

Els nois de la via Panisperna (Italià: I ragazzi di via Panisperna) va ser un grup de joves científics liderats per Enrico Fermi, que l'any 1934, a Roma, va descobrir els neutrons lents que va fer possible el reactor nuclear i posteriorment la bomba atòmica. El sobrenom del grup prové del nom del carrer on estava situat l'Institut de Física de la Universitat de Roma La Sapienza. El carrer tenia el nom del monestir proper San Lorenzo in Panisperna.
A més de Fermi, els altres membres del grup eren: Edoardo Amaldi, Oscar D'Agostino, Ettore Majorana, Bruno Pontecorvo, Franco Rasetti, i Emilio Segrè. Tots ells eren físics, excepte d'Agostino, que era químic. El grup va fundar-se per l'interès d'Orso Mario Corbino, director de l'Institut de Física de la Via Panisperna, que havia estat ministre i senadore. Corbino va reconèixer el potencial científic d'Enrico Fermi, per al qual va crear la primera càtedra de Física teòrica a Itàlia el 1926. A partir del 1929, Fermi i Corbino es van dedicar a transformar l'Institut en un modern centre de recerca.

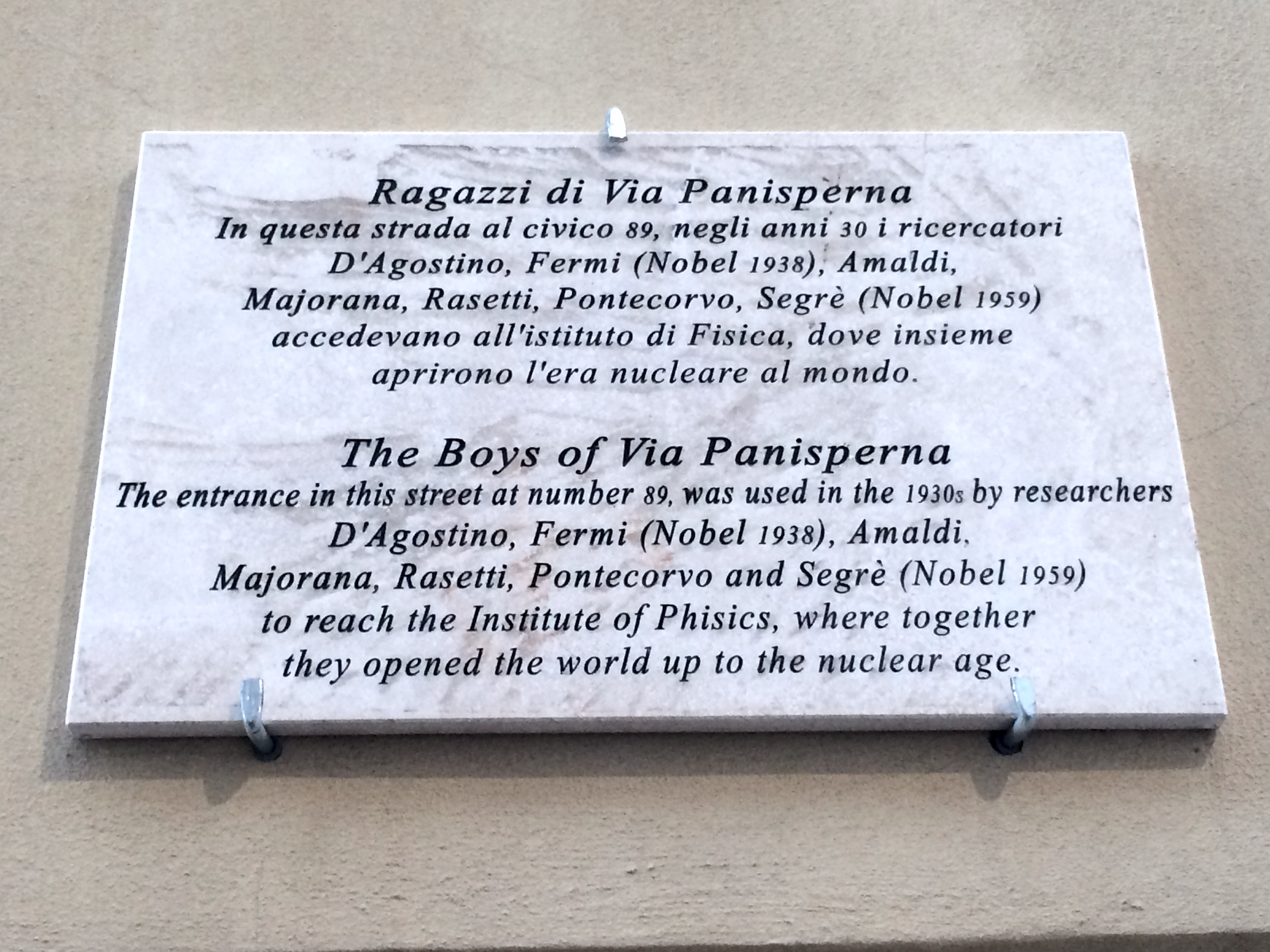
Placa commemorativa dels Nois de la Via Panisperna, situada en el número 89 d'aquell carrer.

Inicialment, la recerca del laboratori on treballava el grup es va en l'espectroscòpia atòmica i molecular; més tard van orientar-se a l'estudi experimental del nuclis atòmic mitjançant el bombardeig de diverses substàncies amb neutrons obtinguts irradiant beril·li amb partícules alfa emeses per radó, un gas molt radioactiu que genera nombrosos elements radioactius artificials a partir d'elements estables. En la part teòrica, el treball de Majorana i de Fermi va ser fonamental per a la comprensió de l'estructura del nucli atòmic i de les forces que hi actuen, conegudes com a forces de Majorana. Fermi va publicar els fonaments de la teoria e la desintegració beta entre els anys 1933 i 1934.
El 1938, a causa de les lleis racials feixistes, i donada la imminència de la Segona Guerra Mundial, el grup es va dispersar. Alguns dels seus membres van emigrar a l'estranger. Només Edoardo Amaldi i Oscar D'Agostino es van quedar a Itàlia, i Ettore Majorana va desaparèixer misteriosament el 1938. En la postguerra, Amaldi va reconstruir la física italiana i va ser un dels fundadors del CERN.
El director de cinema Gianni Amelio va fer una pel·lícula sobre aquest grup de científics: I ragazzi de via Panisperna (1989).
Actualment, l'edifici a la Via Panisperna està inclòs en el complex Viminal, al cim romà homònim on es troba l'edifici del Ministeri de l'Interior. Està planejat que l'edifici allotgi un centre de recerca i un museu de física anomenat Enrico Fermi.